# Friedrich Achmann
Pour les articles homonymes, voir Achmann.
Friedrich Achmann (ou Achman) est un peintre suisse du XVIe siècle.

## Biographie
Selon les documents comptables, Friedrich Achmann est chargé en 1598 d'effectuer des travaux de décoration au Château de Lenzbourg, la résidence des gouverneurs de Berne. Il est habituellement enregistré comme peintre d'armoiries.